# Tritenii-Hotai
Tritenii-Hotai – wieś w Rumunii, w okręgu Kluż, w gminie Tritenii de Jos. W 2011 roku liczyła 285 mieszkańców.